# Tluwe
Tluwe is een bestuurslaag in het regentschap Tuban van de provincie Oost-Java, Indonesië. Tluwe telt 1855 inwoners (volkstelling 2010).